# Rosette (charcuterie)
La rosette est un type de saucisson sec, à base de viande et de gras de porc, originaire de la région lyonnaise. C'est le plus connu des saucissons de cette région classé par la DGCCRF comme « Charcuterie sèche de qualité supérieure ».

## Description et caractéristiques

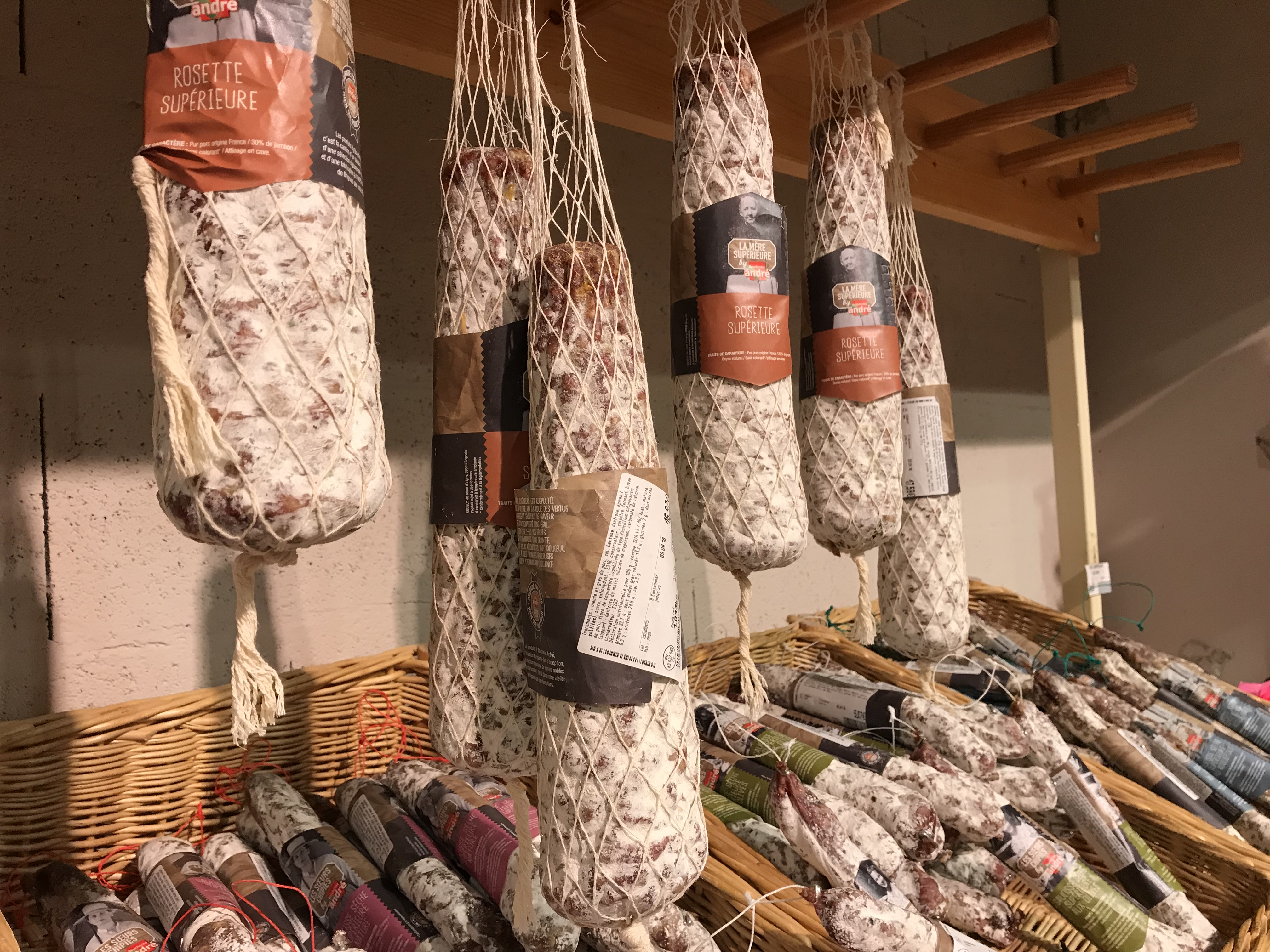
Le séchage suspendu de la rosette lui donne une forme fuselée caractéristique.

C'est un saucisson assez long (une quarantaine de centimètres), dont le diamètre va en s'amincissant. C'est une charcuterie d'origine paysanne produite à partir de morceaux de viande de porc et de bardière crus, hachés assez menu, salés et assaisonnés. 
La viande utilisée provient obligatoirement de « parties nobles » (jambon, épaule, longe, poitrine) de porc issus d'élevages de la région répondant à un cahier des charges strict. Les dés de gras dur sont issus de bardière découennée et/ou de poitrine de porc (entre 18 et 20 % du mélange). 
Il est obligatoirement assaisonné de sel, de poivre (généralement de gros grains de poivre noir entiers et un peu de poivre gris moulu), d'ail, de vin rouge de la région, ainsi que de ferments lactiques. On y ajoute souvent d'autres épices (muscade, macis). 
Ce saucisson tire son nom du boyau dans lequel il est embossé (la partie terminale de l'intestin de porc, appelée « rosette » à cause de sa couleur). 
Il est ficelé pour conserver sa forme au cours du séchage ; le boyau est recouvert de salpêtre pour prévenir les moisissures et les écoulements de graisse. Il demande au moins une cinquantaine de jours de séchage et maturation avant d'être consommé.
Une rosette de Lyon pèse généralement entre 550 et 700 grammes, et ne dépasse pas 15 ou 20 % de matière grasse.

## Spécialités similaires
Ce saucisson est proche du saucisson de Lyon, plus petit (500 g maximum), et qui peut contenir d'autres viandes (notamment, à l'origine, de l'âne). 
Le Jésus de Lyon est également proche, et embossé dans un autre type de boyau, le « sac de porc », qui lui donne sa forme caractéristique de poire.